# Зледеніння
Зледені́ння (гляціал) — процес значного збільшення площі льодовиків, пов'язаний зі зміною клімату під час льодовикового періоду. Чергуються з періодами потепління — інтергляціалами.

## Загальна характеристика
Заледеніння характерні для антропогенного періоду. Тоді вони впливали на пересування тварин, а з ними народів північної частини світу, що були мисливцями. В археології датування культурного шару визначається належністю до стадії, або міжстадії зледеніння. Під час одного зі зледенінь (Рісс, відомого на території колишнього СРСР як Дніпровське зледеніння), південна межа льодовика проходила територією України, а його язик спускався до нижнього Дніпра. Південніше від льодовика спостерігався перигляціальний клімат, для якого характерні різкі перепади температур, сухість та сильні вітри. В цих умовах сформувалися степові біоценози із характерною плейстоценовою мегафауною (мамути, мастодонти, печерні леви тощо).

## Інтерстадіали
Міжстадії льодовика називаються інтерстадіалами і важливі для пов'язування кліматичних умов з відповідним археологічним культурним статусом. Під час інтерстадіалів кліматичні умови були подібними до теперішніх, іноді було на декілька °C тепліше, порівняно зі сьогоденням. Перехід від зледеніння до інтерстадіалу як правило був різким (середня температура підвищувалась на 10 і більше °C за декілька століть і навіть десятиліть). Перехід від інтерстадіалів до зледенінь, ймовірно, був більш поступовим.
Причини регулярного та періодичного чергування зледенінь та інтерстадіалів достеменно невідомі. Найчастіше це пов'язують зі змінами режиму надходження сонячної радіації на різні ділянки земної поверхні через періодичні коливання параметрів земної орбіти (цикли Міланковича).

## Перелік зледенінь
Відомі такі зледеніння:
| Зворотний гляціальний перелік | Назва в Альпах | Назва в Північній Америці | Назва в Північній Європі | Назва в Британії       | Інтергляціал/ Зледеніння | Час (тис.років) | Морський період | Епоха      |
| ----------------------------- | -------------- | ------------------------- | ------------------------ | ---------------------- | ------------------------ | --------------- | --------------- | ---------- |
|                               |                |                           |                          | Фландрійський          | інтергляціал             | сьогодення – 12 | MIS1            | Голоцен    |
| 1-е                           | Вюрм           | Вісконсин                 | Weichsel або Вісла       | Devensian              | зледеніння               | 15 – 70         | MIS2-4 & 5a-d   | Плейстоцен |
|                               | Рісс-Вюрм      | Sangamon                  | Eemian                   | Ipswichian             | інтергяціал              | 110 – 130       | MIS5e           | Плейстоцен |
| 2-е                           | Рісс           | Illinoian                 | Saale                    | Wolstonian або Gipping | зледеніння               | 125 – 200       | MIS6            | Плейстоцен |
|                               | Міндель-Рісс   | Yarmouth                  | Holstein                 | Hoxnian                | інтергляціал             | 200 – 425       | MIS7            | Плейстоцен |
| 3-6-е                         | Міндель        | Kansan                    | Elster                   | Anglian                | зледеніння               | 240 – 455       |                 | Плейстоцен |
|                               | Гюнц-Міндель   | Aftonian                  |                          | Cromerian              | інтергляціали            | 455 – 620       |                 | Плейстоцен |
| 7-е                           | Гюнц           | Nebraskan                 | Menapian                 | Beestonian             | зледеніння               | 620 – 680       |                 | Плейстоцен |

Інші періоди Плейстоцену
| Назва        | Інтергляціал/ Зледеніння | Період (тис.років) | Морський період | Епоха      |
| ------------ | ------------------------ | ------------------ | --------------- | ---------- |
| Вааліан      | інтергляціал             | 470 – 540          |                 | Плейстоцен |
| Донау ІІ     | зледеніння               | 540 – 550          |                 | Плейстоцен |
| Тігліан      | інтергляціал             | 550 – 585          |                 | Плейстоцен |
| Донау І      | зледеніння               | 585 – 600          |                 | Плейстоцен |
| Пастоніан    | інтергляціал             | 600 – 800          | MIS63           | Плейстоцен |
| Допастоніан  | зледеніння               | 800 – 1300         |                 | Плейстоцен |
| Брамертоніан | інтергляціал             | 1300 – 1550        |                 | Плейстоцен |

## Центри зледеніння
Район найбільшого скупчення і найбільшої потужності льоду, звідки починається його розтікання. Зазвичай центр зледеніння пов'язаний з піднесеними, частіше гірськими регіонами. Так, центром зледеніння феноскандинавського льодовикового щита були Скандинавські гори. На території північної Швеції льодовик сягав потужності близько 2-2,5 км. Звідси він поширювався по Руській рівнині на кілька тисяч кілометрів до району міста Верхньодніпровськ (Україна). Під час плейстоценових льодовикових епох на всіх континентах існувало багато центрів зледеніння, наприклад, у Європі — Альпійський, Піренейський, Кавказький, Уральський; в Азії — Таймирський, Путоранський, Верхоянський тощо.